# Scream and Run
Scream and Run ist ein US-amerikanischer Horrorfilm aus dem Jahr 2005.

## Handlung
Jessie hat an Halloween eigentlich keine Lust auf Streiche und Horror-Erlebnisse. Sie lässt sich jedoch überreden, die Nacht mit ihrem Freund Kevin und den Freunden Marie und Freddy im Santa Mira Hospital zu verbringen. Das ehemalige Krankenhaus wurde vor Jahren nach einem Feuer stillgelegt. Zuvor hat Emmett im Gebäude einige Überraschungen vorbereitet, um die Gruppe zu erschrecken. Dabei wurden er und sein Hund Dutchess allerdings von einem Geist angegriffen.
Auch Allan betritt das verfallene Gebäude, um dort seine vermisste Schwester Meg zu suchen, die vor ein paar Tagen mit ihrer Freundin Caitlin verschwunden ist. Er hat Arlo Ray Baines, einen Freund seines Vaters, um Hilfe gebeten. Der auch als Schauspieler aus der Serie Dynamite Jones bekannte Polizist lehnte es zunächst ab, ihm zu helfen, folgte ihm aber dann doch. Allan entdeckt den entstellten Hund Dutchess, der ihn plötzlich angreift, bevor er ihn erschießt. Auf der dritten Etage trifft er auf Meg, aber Caitlin ist verschwunden.
Die vier Freunde machen sich auf die Suche nach Emmett. Jessie fühlt sich auf der dritten Etage nicht wohl und geht mit Freddy nach unten. Marie nutzt die Gelegenheit, um auf einem OP-Tisch Sex mit Kevin zu haben. Jessie hat immer wieder Visionen. Sie erklärt Freddy, dass ihre Mutter schon vor Jahren an einer Krankheit starb, aber immer noch an Halloween anruft. Nachdem die vier Freunde Emmett gefunden haben, greift dieser plötzlich die Gruppe an. Allan und Meg kommen hinzu, woraufhin Meg Emmett mit Allans Pistole erschießt. Sie erklärt den anderen, dass jeder, der in diesem Krankenhaus stirbt, wiederbelebt wird, darunter Emmett und sein Hund. Kevin reagiert daraufhin panisch. Er denkt, dass auch Marie ein Geist werde, und erschießt sie.
Meg weigert sich, den Aufzug zu benutzen, und flieht mit Allan über das Treppenhaus. Jessie, Kevin und Freddy betreten mit Maries Leiche den Aufzug und landen in der dritten Etage. Nun hat Jessie weitere Visionen von einem Kindermörder namens Jacob, der in der geschlossenen Abteilung auf der dritten Etage untergebracht war und trotz der Sicherheitsvorkehrungen ein kleines Mädchen töten konnte. Danach setzte er das Krankenhaus in Brand, um zu fliehen, aber die Krankenschwester Russell warf die Schlüssel aus dem Fenster, sodass beide im Feuer gefangen waren. Als Geist versucht Jacob seitdem, die Menschen im Krankenhaus zu töten und ihre Körper einzunehmen.
Kevin verschwindet plötzlich. Arlo hat die wiederbelebte Caitlin erschossen und trifft nun auf Jessie, Freddy, Allan und Meg. Sie bemerken, dass Kevin vom Geist des kleinen Mädchens besessen ist und befreien ihn. Aber dann erweist sich auch Freddy als Geist und wird von Arlo erschossen. Die anderen versuchen, über das Treppenhaus zu entkommen. Jessie versteht aber, dass sie erst Jacob überwinden müssen. Dazu spielt sie die Rolle von Schwester Russell, um Jacob aus der Welt der Lebenden zu vertreiben. Jacob übernimmt jedoch zuerst Maries Körper und tötet damit Kevin, der dann von ihm besessen wird. Meg wiederum ist ebenfalls schon ein Geist, seit sie zusammen mit Caitlin gestorben ist. Sie ist von Russell besessen und schafft es, Jacob zu besiegen.
Jessie, Allan und Arlo verlassen das Gebäude, als es draußen schon wieder hell ist. Jacob droht weiter, dass er fliehen werde. Aber Russell sagt, er komme nicht an ihr vorbei und schaltet die Lichter aus.

## Produktion
Die Dreharbeiten fanden im Linda Vista Community Hospital in Los Angeles statt.

## Rezeption
Der Filmdienst kommt zu einem negativen Fazit: „Der zwar um Stimmung bemühte Horrorfilm mit Slasher-Anleihen reiht lediglich die Klischees des Genres aneinander.“